# Fluterschen
Fluterschen là một đô thị thuộc huyện Altenkirchen, bang Rheinland-Pfalz, phía tây nước Đức. Đô thị Fluterschen có diện tích 3,36 km², dân số thời điểm ngày 31 tháng 12 năm 2006 là 758 người.